# Campionato europeo femminile under 19 di pallavolo 2020
Il campionato europeo femminile under 19 di pallavolo 2020 si è svolto dal 22 al 30 agosto 2020 a Zenica, in Bosnia ed Erzegovina, e a Osijek, in Croazia: al torneo hanno partecipato nove squadre nazionali under 19 europee e la vittoria finale è andata per la seconda volta alla Turchia.

## Qualificazioni
Al torneo avrebbero dovuto partecipare le nazionali dei due paesi organizzatori e dieci nazionali qualificate tramite il torneo di qualificazione. A seguito del diffondersi della pandemia di Covid-19 in Europa, le qualificazioni sono state cancellate e al torneo hanno partecipato le nazionali dei due paesi organizzatori e dieci nazionali qualificate tramite il ranking CEV.

## Impianti
|                                                                  |                                                                                           |  |
|                                                                  |                                                                                           |  |
| Arena Zenica Città: Zenica Capienza: 6 200 Anno d'apertura: 2009 | Nastavno-Športska Dvorana Gradski Vrt Città: Osijek Capienza: 3 500 Anno d'apertura: 2008 |  |

## Regolamento

### Formula
Le squadre hanno disputato una prima fase a gironi con formula del girone all'italiana; al termine della prima fase:
- Le prime due classificate di ogni girone hanno acceduto alla fase finale per il primo posto strutturata in semifinali, finale per il terzo posto e finale.
- La terza e la quarta classificata di ogni girone hanno acceduto alla fase finale per il quinto posto strutturata in semifinali, finale per il settimo posto e finale per il quinto posto.

### Criteri di classifica
Se il risultato finale è stato di 3-0 o 3-1 sono stati assegnati 3 punti alla squadra vincente e 0 a quella sconfitta, se il risultato finale è stato di 3-2 sono stati assegnati 2 punti alla squadra vincente e 1 a quella sconfitta.
L'ordine del posizionamento in classifica è stato definito in base a:
- Numero di partite vinte;
- Punti;
- Ratio dei set vinti/persi;
- Ratio dei punti realizzati/subiti;
- Risultati degli scontri diretti.

## Squadre partecipanti
| Squadra              | Qualificazione      | Ultima partecipazione        |
| -------------------- | ------------------- | ---------------------------- |
| Bielorussia          | 8ª nel ranking CEV  | Albania 2018                 |
| Bosnia ed Erzegovina | Paese organizzatore | Debutto                      |
| Bulgaria             | 7ª nel ranking CEV  | Albania 2018                 |
| Croazia              | Paese organizzatore | / Slovacchia e Ungheria 2016 |
| Francia              | 9ª nel ranking CEV  | Albania 2018                 |
| Germania             | 5ª nel ranking CEV  | Albania 2018                 |
| Italia               | 2ª nel ranking CEV  | Albania 2018                 |
| Polonia              | 10ª nel ranking CEV | Albania 2018                 |
| Russia               | 1ª nel ranking CEV  | Albania 2018                 |
| Serbia               | 3ª nel ranking CEV  | Albania 2018                 |
| Slovacchia           | 6ª nel ranking CEV  | Albania 2018                 |
| Turchia              | 3ª nel ranking CEV  | Albania 2018                 |

## Torneo

### Fase a gironi
| Girone I             | Girone II |
| -------------------- | --------- |
| Bielorussia          | Bulgaria  |
| Bosnia ed Erzegovina | Croazia   |
| Polonia              | Francia   |
| Serbia               | Turchia   |
| Slovacchia           | -         |

#### Girone I

##### Risultati
| 22 agosto 2020 Arena Zenica, Zenica Durata: 1h:44 - Spettatori: 0 | Serbia               | 3 - 1 | Slovacchia           | 25-19, 25-20, 22-25, 25-20        |
| 22 agosto 2020 Arena Zenica, Zenica Durata: 1h:03 - Spettatori: 0 | Bosnia ed Erzegovina | 0 - 3 | Polonia              | 11-25, 12-25, 10-25               |
| 23 agosto 2020 Arena Zenica, Zenica Durata: 1h:25 - Spettatori: 0 | Polonia              | 3 - 0 | Slovacchia           | 27-25, 25-15, 25-18               |
| 23 agosto 2020 Arena Zenica, Zenica Durata: 2h:02 - Spettatori: 0 | Bielorussia          | 3 - 2 | Serbia               | 16-25, 25-21, 25-21, 20-25, 15-13 |
| 24 agosto 2020 Arena Zenica, Zenica Durata: 1h:42 - Spettatori: 0 | Slovacchia           | 1 - 3 | Bielorussia          | 25-20, 24-26, 19-25, 21-25        |
| 24 agosto 2020 Arena Zenica, Zenica Durata: 1h:20 - Spettatori: 0 | Serbia               | 3 - 0 | Bosnia ed Erzegovina | 25-23, 25-11, 25-13               |
| 26 agosto 2020 Arena Zenica, Zenica Durata: 1h:58 - Spettatori: 0 | Polonia              | 2 - 3 | Bielorussia          | 23-25, 23-25, 25-19, 25-19, 12-15 |
| 26 agosto 2020 Arena Zenica, Zenica Durata: 1h:52 - Spettatori: 0 | Bosnia ed Erzegovina | 1 - 3 | Slovacchia           | 19-25, 25-22, 26-28, 16-25        |
| 27 agosto 2020 Arena Zenica, Zenica Durata: 1h:13 - Spettatori: 0 | Serbia               | 3 - 0 | Polonia              | 25-22, 25-21, 25-21               |
| 27 agosto 2020 Arena Zenica, Zenica Durata: 1h:05 - Spettatori: 0 | Bielorussia          | 3 - 0 | Bosnia ed Erzegovina | 25-16, 25-18, 25-10               |

##### Classifica
| Pos. | Squadra              | Pt | G | V | P | SV | SP | Ratio | PF  | PS  | Ratio |
| ---- | -------------------- | -- | - | - | - | -- | -- | ----- | --- | --- | ----- |
| 1.   | Bielorussia          | 10 | 4 | 4 | 0 | 12 | 5  | 2,400 | 375 | 346 | 1,083 |
| 2.   | Serbia               | 10 | 4 | 3 | 1 | 11 | 4  | 2,750 | 352 | 296 | 1,189 |
| 3.   | Polonia              | 7  | 4 | 2 | 2 | 8  | 6  | 1,333 | 324 | 269 | 1,204 |
| 4.   | Slovacchia           | 3  | 4 | 1 | 3 | 5  | 10 | 0,500 | 331 | 356 | 0,929 |
| 5.   | Bosnia ed Erzegovina | 0  | 4 | 0 | 4 | 1  | 12 | 0,083 | 210 | 325 | 0,646 |

      Qualificata alle semifinali per il primo posto.
      Qualificata alle semifinali per il quinto posto.

#### Girone II

##### Risultati
| 22 agosto 2020 Dvorana Gradski Vrt, Osijek Durata: 1h:56 - Spettatori: 0 | Croazia  | 2 - 3 | Francia  | 24-26, 26-24, 14-25, 25-23, 7-15  |
| 22 agosto 2020 Dvorana Gradski Vrt, Osijek Durata: 1h:17 - Spettatori: 0 | Turchia  | 3 - 0 | Bulgaria | 25-22, 25-17, 25-20               |
| 24 agosto 2020 Dvorana Gradski Vrt, Osijek Durata: 1h:13 - Spettatori: 0 | Croazia  | 0 - 3 | Turchia  | 15-25, 22-25, 19-25               |
| 24 agosto 2020 Dvorana Gradski Vrt, Osijek Durata: 1h:04 - Spettatori: 0 | Francia  | 3 - 0 | Bulgaria | 25-17, 25-17, 25-21               |
| 26 agosto 2020 Dvorana Gradski Vrt, Osijek Durata: 2h:07 - Spettatori: 0 | Bulgaria | 3 - 2 | Croazia  | 27-25, 24-26, 25-19, 22-25, 18-16 |
| 26 agosto 2020 Dvorana Gradski Vrt, Osijek Durata: 1h:48 - Spettatori: 0 | Turchia  | 1 - 3 | Francia  | 25-23, 22-25, 23-25, 21-25        |

##### Classifica
| Pos. | Squadra  | Pt | G | V | P | SV | SP | Ratio | PF  | PS  | Ratio |
| ---- | -------- | -- | - | - | - | -- | -- | ----- | --- | --- | ----- |
| 1.   | Francia  | 8  | 3 | 3 | 0 | 9  | 3  | 3,000 | 286 | 242 | 1,181 |
| 2.   | Turchia  | 6  | 3 | 2 | 1 | 7  | 3  | 2,333 | 241 | 213 | 1,131 |
| 3.   | Bulgaria | 2  | 3 | 1 | 2 | 3  | 8  | 0,375 | 230 | 261 | 0,881 |
| 4.   | Croazia  | 2  | 3 | 0 | 3 | 4  | 9  | 0,444 | 263 | 304 | 0,865 |

      Qualificata alle semifinali per il primo posto.
      Qualificata alle semifinali per il quinto posto.

### Fase finale

#### Finali 1º e 3º posto
|  | Semifinali | Semifinali  | Semifinali |                 |     | Finale  | Finale      | Finale |
|  |            |             |            |                 |     |         |             |        |
|  | 1I         | Bielorussia | 1          |                 |     |         |             |        |
|  | 1I         | Bielorussia | 1          |                 |     |         |             |        |
|  | 2II        | Turchia     | 3          |                 |     |         |             |        |
|  | 2II        | Turchia     | 3          |                 | 2II | Turchia | 3           |        |
|  |            |             |            |                 | 2II | Turchia | 3           |        |
|  |            |             |            |                 |     | 2I      | Serbia      | 2      |
|  | 1II        | Francia     | 1          |                 |     | 2I      | Serbia      | 2      |
|  | 1II        | Francia     | 1          |                 |     |         |             |        |
|  | 2I         | Serbia      | 3          |                 |     |         |             |        |
|  | 2I         | Serbia      | 3          | Finale 3° posto |     |         |             |        |
|  |            |             |            |                 |     |         |             |        |
|  |            |             |            |                 |     | 1I      | Bielorussia | 3      |
|  |            |             |            |                 |     | 1I      | Bielorussia | 3      |
|  |            |             |            |                 |     | 1II     | Francia     | 1      |

##### Semifinali
| 29 agosto 2020 Arena Zenica, Zenica Durata: 1h:41 - Spettatori: 0 | Bielorussia | 1 - 3 | Turchia | 25-21, 17-25, 22-25, 24-26 |
| 29 agosto 2020 Arena Zenica, Zenica Durata: 1h:29 - Spettatori: 0 | Francia     | 1 - 3 | Serbia  | 25-23, 15-25, 20-25, 14-25 |

##### Finale 3º posto
| 30 agosto 2020 Arena Zenica, Zenica Durata: 1h:46 - Spettatori: 0 | Bielorussia | 3 - 1 | Francia | 25-18, 25-21, 23-25, 27-25 |

##### Finale
| 30 agosto 2020 Arena Zenica, Zenica Durata: 1h:45 - Spettatori: 0 | Turchia | 3 - 2 | Serbia | 25-17, 16-25, 23-25, 25-16, 15-8 |

#### Finali 5º e 7º posto
|  | Semifinali | Semifinali | Semifinali |                 |    | Finale 5º posto | Finale 5º posto | Finale 5º posto |
|  |            |            |            |                 |    |                 |                 |                 |
|  | 3I         | Polonia    | 3          |                 |    |                 |                 |                 |
|  | 3I         | Polonia    | 3          |                 |    |                 |                 |                 |
|  | 4II        | Croazia    | 0          |                 |    |                 |                 |                 |
|  | 4II        | Croazia    | 0          |                 | 3I | Polonia         | 3               |                 |
|  |            |            |            |                 | 3I | Polonia         | 3               |                 |
|  |            |            |            |                 |    | 3II             | Bulgaria        | 0               |
|  | 3II        | Bulgaria   | 3          |                 |    | 3II             | Bulgaria        | 0               |
|  | 3II        | Bulgaria   | 3          |                 |    |                 |                 |                 |
|  | 4I         | Slovacchia | 0          |                 |    |                 |                 |                 |
|  | 4I         | Slovacchia | 0          | Finale 7º posto |    |                 |                 |                 |
|  |            |            |            |                 |    |                 |                 |                 |
|  |            |            |            |                 |    | 4II             | Croazia         | 3               |
|  |            |            |            |                 |    | 4II             | Croazia         | 3               |
|  |            |            |            |                 |    | 4I              | Slovacchia      | 1               |

##### Semifinali
| 29 agosto 2020 Arena Zenica, Zenica Durata: 1h:08 - Spettatori: 0 | Polonia  | 3 - 0 | Croazia    | 25-20, 25-19, 25-8  |
| 29 agosto 2020 Arena Zenica, Zenica Durata: 1h:11 - Spettatori: 0 | Bulgaria | 3 - 0 | Slovacchia | 25-17, 25-23, 25-17 |

##### Finale 7º posto
| 30 agosto 2020 Arena Zenica, Zenica Durata: 1h:31 - Spettatori: 0 | Croazia | 3 - 1 | Slovacchia | 25-17, 21-25, 25-10, 25-20 |

##### Finale 5º posto
| 30 agosto 2020 Arena Zenica, Zenica Durata: 1h:12 - Spettatori: 0 | Polonia | 3 - 0 | Bulgaria | 25-19, 25-23, 25-17 |

## Podio

### Campione
Formazione: 2 Sude Hacımustafaoğlu, 5 Çağla Salih, 7 Elif Su Eriçek, 10 Lila Şengün, 11 Hanife Özaydınlı, 12 İlayda Uçak, 14 Sude Naz Uzun, 15 İpar Özay Kurt, 18 Aleyna Göçmen, 19 Beren Yeşilırmak, 21 Gülce Güçtekin, 26 Melisa Ege Bükmen, CT: Şahin Çatma

### Secondo posto
Formazione: 1 Andrea Tišma, 4 Bojana Gočanin, 6 Valerija Savicević, 7 Aleksandra Uzelac, 8 Tara Taubner, 9 Tijana Vrcelj, 10 Jovana Cvetković, 11 Hena Kurtagić, 14 Vanja Savić, 15 Isidora Kocarević, 20 Minja Osmajić, 21 Branka Tica, CT: Milan Grsić

### Terzo posto
Formazione: 2 Anastasiya Shahun, 4 Dziyana Vaskouskaya, 5 Kseniya Liabiodkina, 6 Viktoryia Kastsiuchyk, 7 Hanna Karabinovich, 9 Darya Sauchuk, 11 Lizaveta Bahayeva, 12 Darya Borys, 13 Lizaveta Aliseika, 14 Darya Vakulka, 16 Darya Burak, 17 Emilia Mikanovich, CT: Volha Palcheuskaya

## Classifica finale
| Pos     | Squadra              | Qualificazione                    |
| ------- | -------------------- | --------------------------------- |
| Oro     | Turchia              | Campionato mondiale under 20 2021 |
| Argento | Serbia               | Campionato mondiale under 20 2021 |
| Bronzo  | Bielorussia          |                                   |
| 4       | Francia              |                                   |
| 5       | Polonia              |                                   |
| 6       | Bulgaria             |                                   |
| 7       | Croazia              |                                   |
| 8       | Slovacchia           |                                   |
| 9       | Bosnia ed Erzegovina |                                   |

## Premi individuali
| Premio                 | Nome                | Squadra     |
| ---------------------- | ------------------- | ----------- |
| MVP                    | İpar Özay Kurt      | Turchia     |
| Miglior palleggiatrice | Lila Şengün         | Turchia     |
| Miglior opposto        | Vanja Savić         | Serbia      |
| Miglior schiacciatrice | Guewe Diouf         | Francia     |
| Miglior schiacciatrice | Kseniya Liabiodkina | Bielorussia |
| Miglior centrale       | Darya Sauchuk       | Bielorussia |
| Miglior centrale       | Hena Kurtagić       | Serbia      |
| Miglior libero         | Gülce Güçtekin      | Turchia     |